# Institut national de la statistique du Rwanda

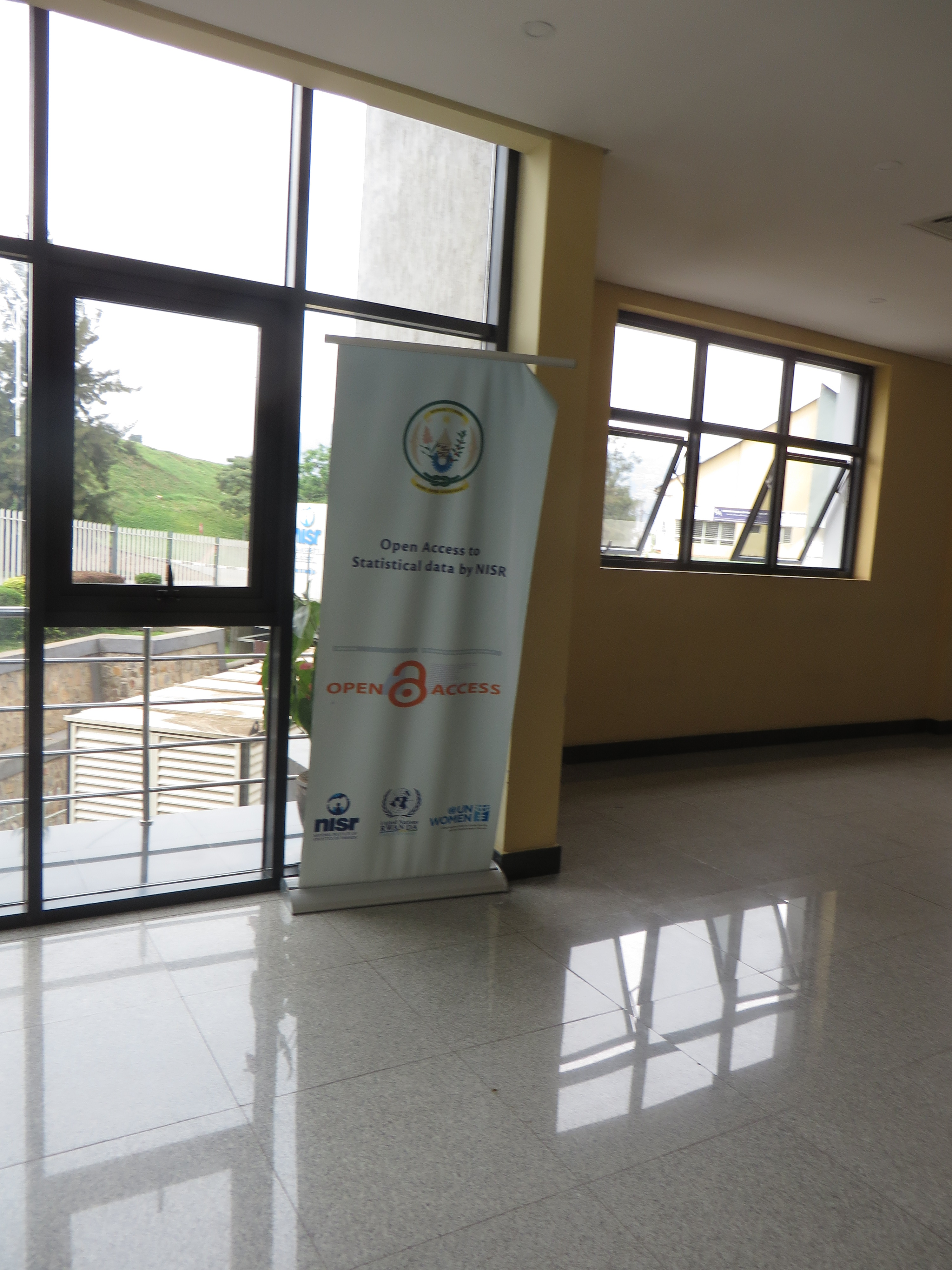
Bannière enroulable de l'Institut National de la Statistique du Rwanda, Nations Unies Rwanda Unité Diversité, ONU Femmes.

L'Institut national de la statistique du Rwanda (anglais : National Institute of Statistics of Rwanda, NISR) est l'organisme rwandais chargé des statistiques. Son siège est à Kigali. Avant septembre 2005, son nom était Direction de la statistique.